# Grb Občine Laško
Grb Občine Laško je upodobljen na ščitu modre barve, ki je spodaj polkrožno zaključen. Osrednji motiv grba so tri bele črno obrobljene burbonske lilije, ki so razporejene v obliki enakokrakega trikotnika. Dolžina osnovne stranice trikotnika je 49 enot, dolžina krakov 59 enot: velikost lilij znaša 44 enot, višina pa 58 enot. Celoten grb je črno obrobljen z robom širine ene enote. Skupna širina grba z okvirjem je 100, višina pa 130 enot. Odmik lilij od gornjega roba je 9 enot, odmik lilije od spodnjega zaokroženega dela grba prav tako 9 enot. Odmik zgornjih dveh lilij od desnega in levega roba je 4,2 enoti.